# Dana (Jordan)
 For alternative betydninger, se Dana. (Se også artikler, som begynder med Dana)
Dana er en ca. 500 år gammel landsby i Jordan og har bevaret mange af de traditionelle træk fra det 19. århundrede. Den er omgivet af et naturreservat, som er et af Jordans mest besøgte af sin art. 
30°39′N 35°36′Ø / 30.650°N 35.600°Ø